# Dieter Brandes
Dieter Brandes (* 23 października 1946 we Frankfurcie nad Odrą, zm. 11 stycznia 1966 w Berlinie) – ofiara śmiertelna Muru Berlińskiego, zmarła na skutek obrażeń spowodowanych postrzałem przez żołnierza wojsk granicznych NRD podczas próby ucieczki z NRD.

## Życiorys
Dieter Brandes dorastał bez rodziców w rozmaitych domach dziecka i ośrodkach wychowawczych NRD. Matka mieszkała w Hamburgu, ojciec wraz z nową partnerką we Frankfurcie nad Odrą. W wieku 17 lat podjął się pierwszej nieudanej ucieczki z NRD, której konsekwencją było umieszczenie w placówce wychowawczej w Sömmerda. Opuściwszy ośrodek w 1964 r., udał się do mieszkającego we Frankfurcie nad Odrą ojca, gdzie podjął również pracę robotnika budowlanego.
9 czerwca 1965 r. Brandes udał się do Berlina Wschodniego, chcąc przedostać się do zachodniej części miasta przez teren nieczynnego dworca Berlin Nordbahnhof. Około godziny 21.00 uruchomił sygnał alarmowy, zostając odkrytym przez żołnierza wojsk granicznych, który po strzale ostrzegawczym otworzył ogień do uciekiniera, raniąc go ciężko w klatkę piersiową i płuco. Pomimo natychmiastowego przetransportowania do szpitala Krankenhaus der Volkspolizei, Brandes zmarł pół roku później w innym szpitalu na skutek wywołanego postrzałem porażenia poprzecznego. Na ojcu ofiary wymuszony został przez bezpiekę anonimowy pogrzeb tejże na wschodnioberlińskim cmentarzu Friedhof Baumschulenweg.
Zdarzenie zaobserwowane zostało przez mieszkańców zachodnioberlińskiego osiedla Ernst-Reuter-Siedlung, o czym poinformowała również tamtejsza prasa. W związku z przekonaniem o natychmiastowej śmierci ofiary wspólnota osiedla wzniosła w pobliżu miejsca zdarzenia drewniany krzyż upamiętniający nieznanego jeszcze wówczas z nazwiska uciekiniera. Postępowanie sądowe w sprawie Brandesa pod zarzutem nielegalnego przekroczenia granicy wstrzymano w październiku tego samego roku w związku ze stwierdzoną niezdolnością skazanego do odbywania kary. Strzelającemu żołnierzowi oraz jego przełożonemu wręczono w nagrodzie za interwencję odpowiednie odznaczenia. Przypadek odnotowano także w centralnej rejestracji zarządu sądownictwa rejonowego (Zentrale Erfassungsstelle der Landesjustizverwaltungen) w Salzgitter. Wszczęte po zjednoczeniu Niemiec przez prokuraturę państwową postępowanie karne wstrzymano w 1996 r. z powodu niemożności ustalenia sprawców.